# Virginia Square-GMU
Virginia Square-GMU è una stazione della metropolitana di Washington, situata sul tratto comune delle linee arancione e argento. Si trova ad Arlington, in Virginia, e serve il quartiere di Virginia Square e il campus di Arlington della George Mason University.
È stata inaugurata il 1º dicembre 1979, contestualmente all'ampliamento della linea arancione da Rosslyn a Ballston-MU. Nota in fase di progettazione come Ballston, fu inaugurata con il nome Virginia Square; prese il nome attuale nel 1985.
La stazione è servita da autobus dei sistemi Metrobus (anch'esso gestito dalla WMATA) e Arlington Transit.